# 上道
《上道》（英語：The Principle），2019年中国科幻剧。由向佐、唐晓天、洪浚嘉、涂黎曼、贡米、张南领衔主演，爱奇艺于2019年8月9日首播。

## 劇情
2030年全球格局重组，世界经济被五大集团的头目—邵氏、伊本巴洛、旱魃、赛蒙、艾伦所把控，他们整合各自手中的资源，制作一块超智能芯片X50植入了白泽的体内。白泽原是私营武装承包公司EO的一员，有着超出人类极限负荷的体能与技能所以被選入當容器，他在一次任务中因救大卫刀下的佟歆瑶，而落水失踪与五大集团失联。于是五人约定谁先找出X50就将获得X50的所有权一場慘無人道的貴族遊戲開始。X50芯片集合世界军事、经济以及政治科技等内容大量情报资料的核磁芯片，是神秘组织计划中的可控人型武器谁率先争夺到他便能掌控世界。
两年后失忆的白泽改名为惊蛰，跟两个好友邵氏儿子邵东江和孔幽精出现在A3区。

## 播出时间
| 频道   | 所在地 | 播出日期     | 播出时间 | 备注 |
| ------ | ------ | ------------ | -------- | ---- |
| 爱奇艺 | 中国   | 2019年8月9日 |          |      |

## 演员列表

### 主要演员
| 演員   | 角色   | 介紹 |
| 向佐   | 惊蛰   |      |
| 唐晓天 | 邵东江 |      |
| 洪浚嘉 | 孔幽精 |      |
| 涂黎曼 |        |      |
| 贡米   | 佟歆瑶 |      |
| 张南   |        |      |

### 其他演员
| 演員   | 角色 | 介紹 |
| 洪顺辉 |      |      |
| 张锦程 |      |      |